# Peter Viereck
Peter Robert Edwin Viereck (New York, 5 agosto 1916 – South Hadley, 13 maggio 2006) è stato un poeta e storico statunitense.

## Biografia
Studiò storia ad Harvard, ateneo in cui conseguì il baccalaureato (1937), la licenza (1939) e il dottorato di ricerca (1942). 
Conservatore e fervente anti-comunista, Viereck insegnò allo Smith College dopo la seconda guerra mondiale e poi nel 1948 si unì al dipartimento del Mount Holyoke College, dove continuò a insegnare per quasi cinquant'anni. Autore di una dozzina di raccolte di poesie tra il 1948 e il 2005, Viereck vinse il Premio Pulitzer per la poesia nel 1949 per la sua opera Terror and Decorum.
Morì nel 2006 dopo una lunga malattia.